# Покуса Олег Андрійович
Олег Андрійович Покуса (нар. 25 листопада 1970) — радянський та український футболіст, нападник та півзахисник.

## Життєпис
Футбольну кар'єру розпочав 1987 року в складі новомосковського «Авангарду», який виступав у чемпіонаті Дніпропетровської області. На початку 1990-х років приєднався до «Металурга», з яким пройшов шлях від аматорського чемпіонату до Другої ліги України. У команді відіграв понад 6 сезонів, за цей час у чемпіонатах України зіграв 161 матч (з урахуванням поєдинків в аматорському чемпіонаті) та відзначився 45-а голами, ще 15 матчів (6 голів) провів у кубку України.
Під час зимової перерви сезону 1998/99 років приєднався до «Оскола». Дебютував за куп'янську команду 4 квітня 1999 року в нічийному (0:0) виїзному поєдинку 17-о туру групи В Другої ліги проти «Миргорода». Олег вийшов на поле в стартовому складі, а на 59-й хвилині його замінив Олексій Кальмус. Дебютним голом у футболці «Оскола» відзначився 12 квітня 1999 року на 26-й хвилині програного (1:3) виїзного поєдинку 2-о туру групи В Другої ліги проти «Дніпра-2». Покуса вийшов на поле в стартовому складі, а на 57-й хвилині його замінив В'ячеслав Суворов. У команді провів півтора сезони, за цей час у Другій лізі зіграв 22 матчі (4 голи), ще 1 матч зіграв у кубку України.
З 2000 по 2001 рік захищав кольори аматорських колективів «Торпедо» (Запоріжжя) та «Угольок» (Димитров).

## Досягнення
«Металург» (Новомосковськ)
- Друга ліга чемпіонату України (група «Б»)
  -  Бронзовий призер (1): 1995/96

«Оскіл» (Куп'янськ)
- Друга ліга чемпіонату України (група «Б»)
  -  Бронзовий призер (1): 1998/99